# 레바논 공산당
레바논 공산당(아랍어: الـحـزب الشـيـوعـي اللبـنـانـي)은 1924년 10월 24일에 설립된 레바논의 공산주의 정당이다.

## 같이 보기
- 레바논 내전
- 진보사회당